# I Am from Austria (Musical)

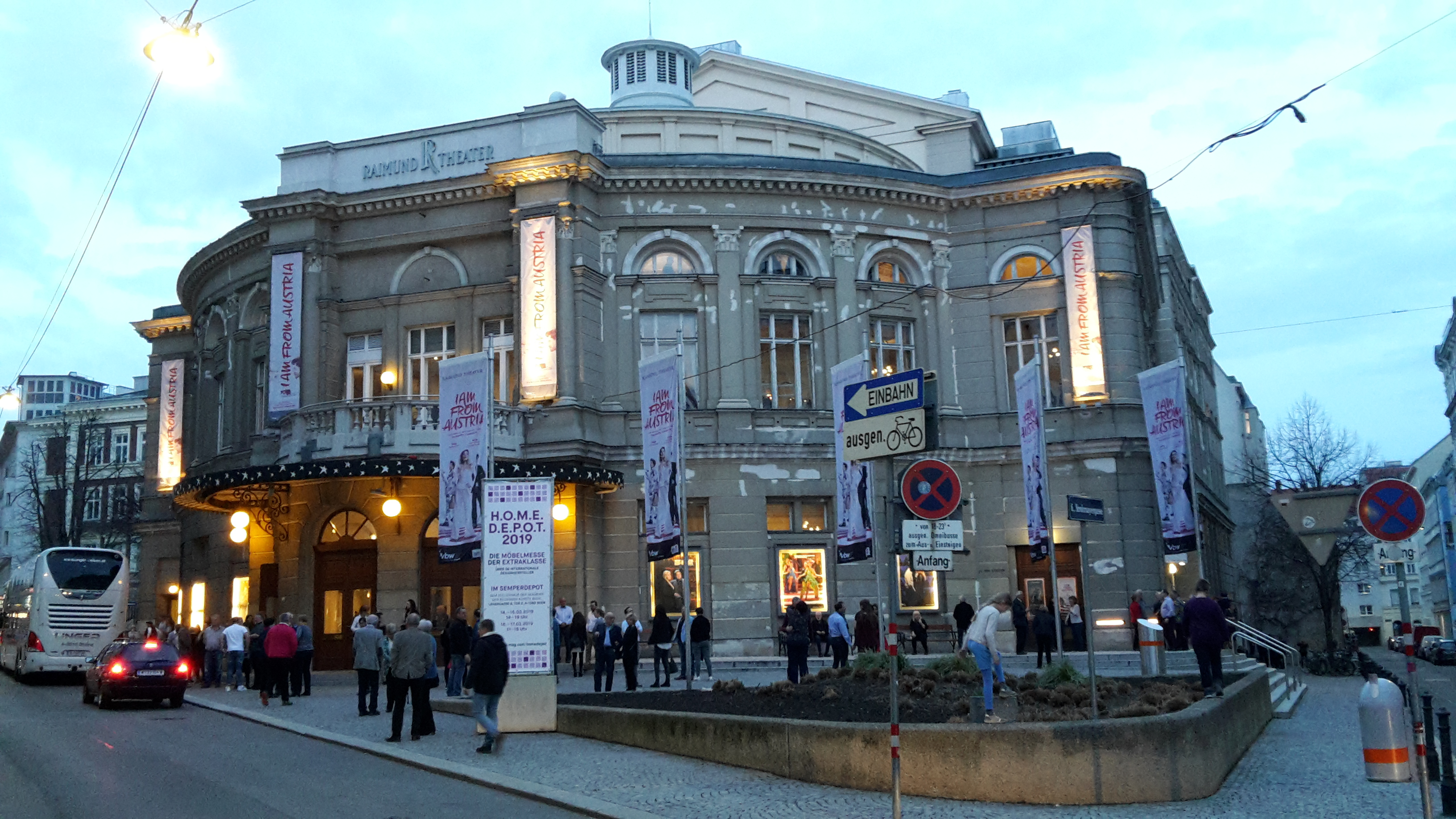
Raimund Theater bei einer Aufführung des Musicals I Am from Austria (2019)

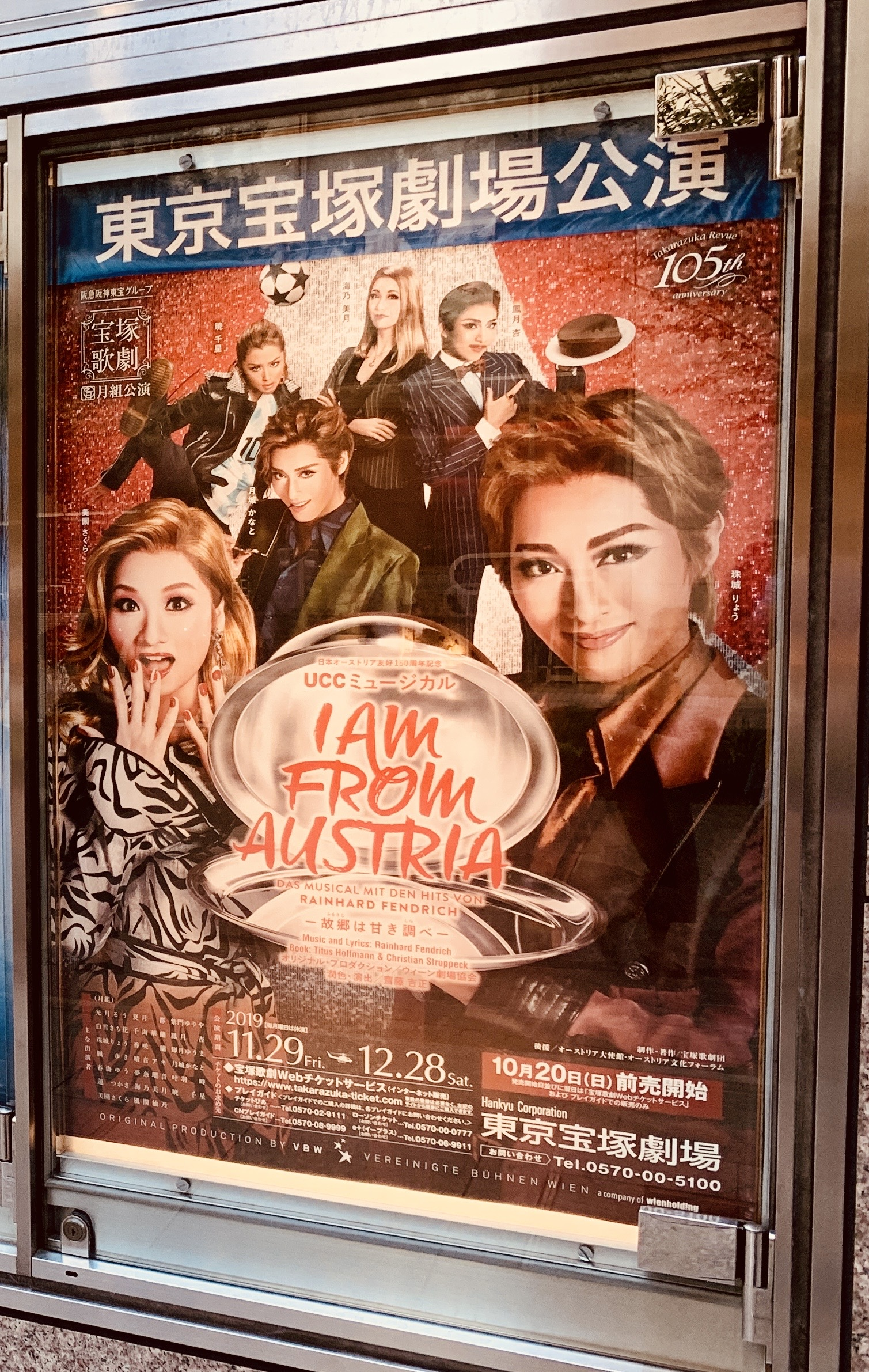
Musical-Plakat der japanischen Produktion des Musicals I AM FROM AUSTRIA

I Am from Austria ist ein Jukebox-Musical von Titus Hoffmann und Christian Struppeck mit den Liedern des österreichischen Songwriters Rainhard Fendrich. Es wurde am 16. September 2017 im Raimund Theater in Wien uraufgeführt.
Am 16. Juni 2019 fiel der letzte Vorhang nach zwei Spielzeiten. Mit über 500.000 Besuchern in über 450 Vorstellungen zählt I Am from Austria zu den erfolgreichsten Eigenproduktionen der Vereinigten Bühnen Wien.
Das Musical wurde 2019 von der japanischen Takarazuka Revue adaptiert und von rund 250.000 Zuschauern in Osaka und Tokio gesehen.

## Handlung

### 1. Akt
Emma Carter, ein Hollywoodstar mit österreichischen Wurzeln, kehrt für den Wiener Opernball in ihr Heimatland zurück, um ihren neuen Film Im Chaos der Gefühle 4 zu promoten. Sie möchte inkognito im viereinhalb-Sterne Hotel „Edler“ absteigen, wovon sich die Hoteldirektorin Romy Edler den fünften Stern erhofft. Durch einen Tweet des Pagen Felix, der trotz des Verbotes durch die Direktorin die Unterkunft Emma Carters der Öffentlichkeit verrät, stürmt die Wiener High Society das Hotel, um sich durch den Filmstar einen Vorteil zu erschaffen (Schickeria). Der Sohn der Direktorin nimmt die Schuld auf sich, um Felix zu schützen. Im folgenden Streit wirft er seinen Eltern zu konservatives Geschäftsdenken vor und beschreibt die Vision eines neuen, modernen Hotels (Nix is fix). Er verrät seinen Eltern, dass er den argentinischen Fußballstürmer Pablo García als Stargast für die Eröffnung des von ihm neu gestalteten Fitnessbereichs gewinnen konnte und verspricht, sich mit einer Edlertorte bei dem berühmten Gast zu entschuldigen.
Unterdessen versucht Emma Carter ihrem Manager Richard Rattinger zu erklären, warum sie nicht auf den Opernball möchte, da sie es in dem Land nicht aushält. Außerdem lehnt sie Pablo García, der einen zweiten Deal hat, als Partner für den Ball ab. Als Richard die Suite verlässt, singt sie von einem Streit mit ihren Eltern, der sie veranlasste nach Hollywood zu gehen, und ihr Hauptproblem: sie weiß nicht, wo sie Zuhause ist (Wo gehör’ ich hin). Josi Edler betritt heimlich die Suite, um die Torte abzustellen, wird von Emma Carter erwischt und die beiden kommen sich näher.
Währenddessen beklagt Romy Edler, dass sich ihr Mann Wolfgang, der scheinbar eine Affäre hat, „pubertär“ verhält (Midlife Crisis). Er stattdessen wirft ihr vor, dass sie sich nur noch ums Geschäft kümmere und weniger um die Ehe.
Bei einer Führung durch das Hotel zeigt Josi Edler Emma Carter auch die Patisserie, in der die Edlertorte hergestellt wird. Durch ein Versehen werden beide in den Kühlraum eingesperrt und Emma Carter verrät nicht nur, dass ihr eigentlicher Name Adele Waldvogel ist, sondern auch, dass sie mit ihrer braunen Haarfarbe keine Chancen im Filmgeschäft hatte (Blond). Richard Rattinger, der hysterisch nach seinem Star sucht, und Josis Eltern befreien beide und Emma eröffnet ihrem Manager, dass sie mit Josi auf den Opernball gehen möchte. Daher versucht er Josis Selbstbewusstsein bei der Ankunft Pablos und dessen Selbstpräsentation zu stören (Macho, Macho). Josi sucht geknickt Rat bei seinem Vater. Durch eine Begebenheit zwischen ihm und seiner Frau Romy kann Josi neues Vertrauen schöpfen und lädt Emma Carter auf einen Ausflug durch das nächtliche Wien ein, bei dem sie am Ende von einer Meute Fans bedrängt wird.

### 2. Akt
Emma und Josi wachen in Felix’ Zimmer auf, der sie in der Nacht aus der Notsituation befreien konnte. Als Dank darf er eine lang ersehnte Spritztour mit Josis neuem Sportwagen drehen. Nachdem Emma Josi erzählt hat, dass sie seit dem Streit mit ihren Eltern keinen Kontakt mehr zu ihnen hat, muss dieser los, da er zu spät zur Eröffnung des neuen Fitnessbereichs ist. Unterdessen versuchen die Edlers den Manager Emmas zu beruhigen. Die Polizei durchsucht Hotel und Stadt und kann nur eine Schöpfkelle finden, mit der Emma am Abend zuvor noch Obdachlose versorgt hat (Razzia). Als dann noch die vermeintliche Liebhaberin Wolfgangs in der Szene aufkreuzt, platzt Romy der Kragen und sie stellt ihren Mann zur Rede, der alle Vorwürfe von sich weist. Verletzt geht sie ab.
Im Fitnessbereich wird Josi schon sehnlichst erwartet. Um die ungeduldigen Journalisten bei Laune zu halten, inszenieren Chefconcierge Elfie und Pablo García einen improvisierten Showauftritt (Es lebe der Sport). Nach der Show eröffnen Emma und Elfie, dass sie eine Überraschung für Josi, der es im letzten Moment noch zur Eröffnung geschafft hat, geplant haben: mit einem Helikopter fliegen Emma und Josi durch Österreich auf den Großglockner. Überwältigt von der Schönheit der Landschaft erkennt sie, dass Österreich ihre Heimat ist (I Am from Austria).
Nach einer gemeinsamen Nacht in der Hütte der Familie Waldvogel wird das Haus am nächsten Morgen von Paparazzi umlagert, die Fotos von dem nackten Filmstar mit ihrem Geliebten machen können. Entsetzt schreibt sie die Schuld Josi zu, da sie es als PR-Gag deutet. Sie wird von Richard befreit und zurück ins Hotel gebracht.
Felix, der verstört im Hotel auftritt, berichtet Elfie und Pablo von seinem Autounfall, den er mit Josis Sportwagen gehabt hat (Zweierbeziehung).
Josi versucht im Hotel, Emma zu erklären, dass er unschuldig sei, wird jedoch von Richard aufgehalten, der ihm sagt, dass er sie vergessen solle, da sie am Opernball ihre Verlobung mit Pablo García verkünden wird. Verletzt singt er davon, wie er sie nie vergessen kann und kann auch seine Eltern, die ihn gefunden haben und an der Beziehung zu dem Star zweifeln, von seiner Liebe überzeugen. Anschließend gesteht Wolfgang seiner Frau, dass die vermeintliche Geliebte eine Mitarbeiterin eines Reisebüros ist und er eine Reise als Überraschung für Romy geplant hatte. Entsetzt von ihren eigenen Vorwürfen entschuldigt sie sich bei ihm. Sie erklärt ihm die Liebe und beide versöhnen sich.
Emma ist von Richards Idee, als Mediencoup auf dem Opernball ihre Verlobung mit Pablo García bekannt zu geben, schockiert. Er erpresst sie, dass nur, wenn sie die Verbindung bekannt gibt und Josi verstößt, er die Fotos zurückkauft, bevor sie im Internet landen. Entgeistert wird Emma klar, dass Richard die Paparazzi engagiert hat.
Während Felix in der Lobby Josi den Autounfall gesteht, klingelt bei Elfie das Telefon: Emma ist zu einem Gespräch mit Josi bereit. Sie treffen sich heimlich in der Patisserie. Emma versucht sich von Josi zu trennen, wird aber von ihren Gefühlen zu ihm übermannt (Weus’d a Herz hast wia a Bergwerk). Schließlich läuft sie fort.
Beim Wiener Opernball setzt Emma, die mit Pablo an ihrer Seite erscheint, vor laufenden Kameras zur Verkündung an. Als sie jedoch Josi in der Menge sieht, entschließt sie sich, sich öffentlich zu ihrer Liebe zu Josi zu bekennen, der sich über die Vereinigung freut. Bewegt von der Liebeserklärung outet sich Pablo García ebenfalls vor laufenden Kameras als schwul. Emma feuert schließlich ihren Manager.
Wolfgang überreicht Romy schließlich den Brief über die Verleihung des fünften Sterns. Beide treten jedoch die Geschäftsführung an ihren Sohn Josi ab, damit sie mehr Zeit für sich haben.

## Stationen des Musicals
Österreich:
- Wien: Uraufführung: 16. September 2017, Dernière: 16. Juni 2019

 Japan:
- Takarazuka: Premiere: 4. Oktober 2019, Derniere: 11. November 2019.[4]
- Tokio: Premiere: 29. November 2019, Derniere: 28. Dezember 2019[5]

## Musiknummern
| Erster Akt - „Ouvertüre“ - „Schickeria“ – Ensemble - „Nix is fix“ – Josi & Ensemble - „Wo gehör ich hin?“ – Emma - „Bussi, Bussi“ – Josi, Emma & Ensemble - „Midlife Crisis“ – Romy, Elfie, Wolfgang & Ensemble - „Nur die Liebe zählt“ – Wolfgang - „Blond“ – Emma, Josi & Ensemble - „Wo gehör ich hin? - Reprise“ – Emma - „Macho Macho“ – Richard, Pablo & Ensemble - „Strada del sole“ – Wolfgang - „Haben sie Wien schon bei Nacht geseh'n/Kein schöner Land“ – Josi, Emma & Ensemble | Zweiter Akt - „Entr'acte“ - „Razzia“ – Ensemble - „Es lebe der Sport“ – Elfie, Pablo & Ensemble - „Helikopterflug“ - „I am from Austria“ – Emma - „Nimm dir ein Herz“ – Emma & Josi - „Zweierbeziehung“ – Felix - „Löwin und Lamm“ – Josi - „Liebeslied“ – Romy - „Tango Korrupte“ – Richard & Ensemble - „Weus'd a Herz hast wie a Bergwerk“ – Josi & Emma - „Opernball-Walzer“ - „I am from Austria - Reprise“ – Emma, Josi & Ensemble - „Die, die wandern“ – Ensemble - „Bows“ - „Megamix“ – Ensemble |

## Besetzung und Team

### Produktionsteam
| Creative                                       | Wien                    | Japan                               |
| ---------------------------------------------- | ----------------------- | ----------------------------------- |
| Regie                                          | Andreas Gergen          | Saito Yoshimasa                     |
| Musikalische Arrangements & Musical Supervisor | Michael Reed            | Michael Reed, Teshima Kyouko        |
| Choreografie                                   | Kim Duddy               | Miori Yumino, AYAKO, Mitsui Satoshi |
| Musikalische Leitung                           | Michael Römer           | Uegaki Satoshi                      |
| Bühnenbild                                     | Stephan Prattes         |                                     |
| Kostüme                                        | Uta Loher, Conny Lüders |                                     |
| Lichtdesign                                    | Andrew Voller           |                                     |
| Sounddesign                                    | Thomas Strebel          |                                     |
| Videodesign                                    | Sönke Feick             |                                     |

### Besetzung
| Rolle             | Wien | Japan |
| ----------------- | --- | --- |
| Emma Carter       | Iréna Flury | Misono Sakura (Cover: Shirakawa Riri) |
| Josi Edler        | Lukas Perman (Walk-in Cover: Oliver Arno) | Tamaki Ryou (Cover: Hanabusa Kaoto) |
| Romy Edler        | Elisabeth Engstler, (alternierend) Carin Filipčić | Umino Mitsuki (Cover: Ranze Keito) |
| Wolfgang Edler    | Andreas Steppan | Houzuki An (Cover: Oukusu Tera) |
| Richard Rattinger | Martin Bermoser | Tsukishiro Kanato (Cover: Reika Haru) |
| Elfie Schratt     | Dolores Schmidinger (Walk-in Cover: Viktoria Schubert) | Kouzuki Ruu (Cover: Kazama Yuno) |
| Felix Moser       | Matthias Trattner | Kazama Yuno (Cover: Ayaoto Sena) |
| Pablo García      | Fabio Diso, (Castwechsel August 2018) Karim Ben Mansur | Akatsuki Chisei (Cover: Ran Naoki) |
| Rainer Berger     | Martin Berger | Kizuki Yuuma (Cover: Issei Kei) |
| Ensemble          | Anna Carina Buchegger, Cornelia Mooswalder, Karin Seyfried, Ariane Swoboda, Franz Frickel, Martin Pasching, Thomas Höfner, Alex Snova, Arthur Büscher, Barbara Castka, Ivo Giacomozzi, Michelle Catherine Härle, Fabian Lukas Raup, David Rodriguez-Yanez, Barbara Schmid, Tanja Schön, Birgit Wanka | Saaya Ichigo, Miumi Sora, Shizune Hotaru, Asaka Yurara, Kanaha Mio, Mizushiro Aoi + Featured Ensemble: Kagetsu Miyako, Amashi Juri, Shimon Yuriya, Sorashiro Yuu, Shirayuki Sachika, Yui Karen, Chinami Karan, Asahi Tsubasa, Kousaki Ran, Kaede Yuki, Hisumi Rin, Harune Aki, Natsukaze Kiki, Harumi Yuu, Hiiragi Ayato, Yumena Rune, Ayaji Yurika, Kanoha Toki, Sakurana Ai, Hanatoki Maika, Hayaki Yuuto, Mariya Sonata, Ren Tsukasa, Ruou Ria, Kashiro Aoi, Ichihane Meru, Asagiri Makoto, Natsunagi Seia, Himesaki Mirei, Amana Ruria, Urara Senri, Yoshino Yurika, Suou Mahiro, Mahiro Ren, Kiyoka Ran, Maya Yutaka, Souma Seren, Maki Teruto, Hanabusa Kaoto, Nanashiro Miyabi, Tsukino Daia, Hiumi Arisa, Nanano Ari, Ran Naoki, Koumi Natsuho, Momoka Yuki, Manoa Mio, Amano Kaguya, Sou Yuuki, Tsubaki Koko, Haon Mika, Ayaoto Sena, Haruki Reo, Kiyora Haryuu, Reika Haru, Uta Chizuru, |
| Swings            | Stefan Mosonyi, Florian Klein, Georg Prohazka, Jennifer Pöll, Sophie Blümel, Rita Sereinig | |

## TV-Aufzeichnung
Die Aufführung wurde 2019 unter der Regie von Felix Breisach gefilmt und mehrfach im Fernsehen (ORF & 3sat) ausgestrahlt. Die Aufzeichnung wurde wiederholt beim Film Festival auf dem Wiener Rathausplatz gezeigt und ist auf DVD & BluRay erschienen. Auch die Inszenierung der Takarazuka Revue wurde als Musikalbum und auf DVD & BluRay veröffentlicht.

## Album
Das Doppelalbum mit der Premierenbesetzung (Original Cast Recording) und dem Orchester der Vereinigten Bühne Wien ist als Live-Mitschnitt auf CD beim Wiener Label HitSquad Records erschienen und bei allen Streaming-Portalen verfügbar.